# Lijst van beelden in Amersfoort-noord, Hoogland en Hooglanderveen
De lijst van beelden in Amersfoort-noord, Hoogland en Hooglanderveen is onderdeel van een serie van lijsten van beelden in Nederlandse gemeente Amersfoort.
Dit deel bevat de beelden in de dorpen Hoogland en Hooglanderveen en de wijken en buurten Buitengebied West, Schothorst, Stadspark Schothorst, Zielhorst, Kattenbroek, Valleipoort (incl. De Hoef en De Brand), Nieuwland, Calveen en Vathorst.
Onder een beeld wordt hier verstaan elk driedimensionaal kunstwerk in de openbare ruimte, waarbij beeld wordt gebruikt als verzamelbegrip voor sculpturen, standbeelden, installaties, gedenktekens en overige beeldhouwwerken.
Voor een volledig overzicht van de beschikbare afbeeldingen zie de categorie Beelden in Amersfoort-noord op Wikimedia Commons.
| Geplaatst                                                                                | Omschrijving | Kunstenaar                                                      | Locatie | Materiaal                                                             | Afbeelding |
| ---------------------------------------------------------------------------------------- | --- | --------------------------------------------------------------- | --- | --------------------------------------------------------------------- | ---------- |
| 1939                                                                                     | tegeltableau Coöperatieve Stoomzuivelfabriek Hoogland | onbekend                                                        | Zevenhuizerstraat (op de hoek met de Zuivelhof)                                                                                            |                                                                       |            |
| 1946                                                                                     | Gedenknaald Hoogland | onbekend                                                        | Rotonde Zevenhuizerstraat |                                                                       |            |
| 1946                                                                                     | Gedenkteken Jac. P. Bunnik en G.C. van Hoften | onbekend                                                        | Nijenrode |                                                                       |            |
| 1966                                                                                     | Kaasje dragen | Wout Maters                                                     | Zevenhuizerstraat, Sportlaan | brons                                                                 |            |
| 1971                                                                                     | De spelende mens | Gijs Keizer                                                     | Disselplein in Hooglanderveen (op de wand van de Sint Josephschool)                                                                        | Polyester                                                             |            |
| 1974                                                                                     | Annexatiemonument | onbekend                                                        | Zevenhuizerstraat, hoek Sportlaan (voorheen stond dit beeld aan de Zeverhuizerstraat/Hamseweg )                                            | Betekenis tekst: " We hebben geworsteld, maar zijn niet bovengekomen" |            |
| 1976                                                                                     | King Arthur and his wife | Theo van der Nahmer                                             | Paladijnenweg (in de tuin van De Koperhorst)                                                                                               | brons                                                                 |            |
| 1977                                                                                     | Schip in Storm en Branding (bijnaam: Het Basalten Schip) | Jo Esenkbrink                                                   | Paladijnenweg (voor de Gereformeerde school Guido de Brès)                                                                                 | basaltstenen en hout                                                  |            |
| 1978                                                                                     | Keramische koppen of Leraar en leerlingen | Jan Snoeck                                                      | Paladijnenweg (voor het Valleicollege) | Keramiek                                                              |            |
| 1982                                                                                     | Aktie | Rien Goené                                                      | Van Tuyllstraat (dicht bij de kruising met de Holleweg, dicht bij het viaduct onder de A28)                                                | ijzer                                                                 |            |
| 1983                                                                                     | De Paraplu | Pieter Verhoog                                                  | Raadhoven (bij de basisscholen) (niet meer aanwezig)                                                                                       |                                                                       |            |
| 1987                                                                                     | Hellend vlak | Jan Timmer                                                      | Holkerweg | blauwe hardsteen                                                      |            |
| 1987                                                                                     | zonder titel | Jerome Symons                                                   | Holkerweg | blauwe hardsteen                                                      |            |
| 1987                                                                                     | zonder titel | Wim Tap                                                         | Holkerweg | blauwe hardsteen                                                      |            |
| 1987                                                                                     | zonder titel | Hans Leutscher                                                  | Holkerweg | blauwe hardsteen                                                      |            |
| 1987                                                                                     | Noir de Deneé | Tony van de Vorst                                               | Holkerweg | blauwe hardsteen                                                      |            |
| 1987                                                                                     | zonder titel | Melanie de Vroom                                                | Holkerweg | blauwe hardsteen                                                      |            |
| 1987                                                                                     | zonder titel | Gerard van Rooij                                                | Holkerweg | blauwe hardsteen                                                      |            |
| 1987                                                                                     | Manfiguur | Kees Buckens                                                    | Holkerweg | blauwe hardsteen                                                      |            |
| 1989                                                                                     | Square passage | Gerard Höweler                                                  | Albert Schweitzersingel (in de vijver tegenover bibliotheek Zielhorst)                                                                     | natuursteen                                                           |            |
| 1990                                                                                     | onbekend | Birgitte Janssen                                                | Albert Schweitzersingel in Zielhorst (boven de ingang van Bibliotheek Zielhorst)                                                           | staal                                                                 |            |
| 1991                                                                                     | De Standaard | Richard Menken                                                  | Lester Youngstraat | koper, kunststof                                                      |            |
| 1991                                                                                     | zonder titel | onbekend                                                        | Sara Burgerhartsingel, tussen Schothorst en appartementencomplex 't Gein                                                                   | marmer en hardsteen                                                   |            |
| 1991 ?                                                                                   | zonder titel | onbekend                                                        | Benny Goodmanstraat, op de hoek met de Theo Uden Masmanstraat                                                                              | hout en hardsteen                                                     |            |
| 1991                                                                                     | Mannetje | Steef Roothaan                                                  | Banjostraat | metaal                                                                |            |
| 1992                                                                                     | De Trechter | Hans ten Voorde                                                 | Schothorsterlaan, tuin van Landhuis Schothorst                                                                                             | koper, eikenhout                                                      |            |
| 1993                                                                                     | Fuga | Herbert Nouwens                                                 | Inputplein. In 2019 verhuisd naar IJmuiden Kanaaldijk                                                                                      | cortenstaal                                                           |            |
| 1995                                                                                     | zonder titel (diverse kunstzinnige elementen, zoals putdeksels, afbeeldingen op de boogvormige timpanen en keramische reliëfs van olifanten op muren en muurtjes) | LaSalle (Albert Goederond en Patty Struik)                      | verspreid door de Verborgen Zone in Kattenbroek                                                                                            |                                                                       |            |
| 1995                                                                                     | De Maanhof | Kazuo Katase                                                    | Molenweg in Kattenbroek | beton                                                                 |            |
| 1995                                                                                     | Jubelpoort (Poort der jaren) | Hans van den Ban                                                | Bedekteweg in Kattenbroek |                                                                       |            |
| 1995                                                                                     | Het Labyrinth | Jacques Vieille                                                 | Het Labyrinth in Kattenbroek |                                                                       |            |
| 1995                                                                                     | Pantoon Tokadi | Hans van Lunteren                                               | Bruggensingel-Noord in Kattenbroek | Frans kalksteen, druipend water, mos en algen                         |            |
| 1995                                                                                     | Fantasy Sculpture II | Alice Aycock                                                    | Laan der Hoven in Kattenbroek | Stalen as en aluminium lussen en schijven                             |            |
| 1995                                                                                     | Arc | Eugène Dodeigne                                                 | Dopheide in Kattenbroek | steen                                                                 |            |
| 1995                                                                                     | Etenstijd | Gust Romijn                                                     | Mysterie, hoek Avontuur in Kattenbroek | brons, ijzer                                                          |            |
| 1995                                                                                     | Menhir | Daan van Golden                                                 | Australiëring, hoek De Mui in Kattenbroek                                                                                                  |                                                                       |            |
| 1995                                                                                     | Schaal van Tertulia | David Veldhoen                                                  | Tussen Het Haf en De Lagune in Kattenbroek                                                                                                 |                                                                       |            |
| 1997                                                                                     | Boomfontein | Thom Puckey                                                     | Australiëring in Kattenbroek | brons                                                                 |            |
| 1997                                                                                     | Het geheim: Het open boek van Poliphilo | Joseph Semah                                                    | 22 werken verspreid door de Verborgen Zone in Kattenbroek                                                                                  |                                                                       |            |
| 2000                                                                                     | Beeldtaal | Titus Nolte                                                     | teksten op stoepbanden in Calveen |                                                                       |            |
| 2000                                                                                     | Stroom 6 | Toine Horvers                                                   | op 9 stroomverdeelstations in Calveen |                                                                       |            |
| 2000                                                                                     | Is het waar - Waar is het | Marc Ruygrok                                                    | Valleikanaal, ter hoogte van de Ringweg Kruiskamp en de Ringweg Koppel                                                                     |                                                                       |            |
| 2001                                                                                     | De Overlegging | Alex Vermeulen                                                  | Rotonde Zevenhuizerstraat |                                                                       |            |
| 2003                                                                                     | Zonder titel | Groenewoud/Buij                                                 | Sijsjespeergaarde in Nieuwland (bij De Malelande)                                                                                          |                                                                       |            |
| 2003                                                                                     | Zonder titel | Groenewoud/Buij                                                 | De Bever in Nieuwland (bij De Border) |                                                                       |            |
| 2003                                                                                     | Zonder titel | Groenewoud/Buij                                                 | De Waterkers (bij De Wonderboom) |                                                                       |            |
| 2004                                                                                     | De Ontmoeting | Kees Verwey                                                     | Kraailandhof | brons, beton                                                          |            |
| 2004                                                                                     | Parkpodium | Observatorium (kunstenaarsgroep)                                | Park van de Tijden in Vathorst |                                                                       |            |
| 2005                                                                                     | mozaïekbank | onbekend                                                        | Park Gevoelige Schaduw aan de Bantpolder in De Velden in Vathorst (niet meer aanwezig)                                                     |                                                                       |            |
| 2006                                                                                     | bank | Brekelmans Frank en Monica de Jong                              | Krachtwijkerweg |                                                                       |            |
| 2007                                                                                     | onbekend | Frank Biemans                                                   | Engweg (bij wijkcentrum De Neng) | glas                                                                  |            |
| 2007                                                                                     | Blinddruk van de tijd | Anne-Fleur Aronstein, Petra Hulst & John de Groot               | Park van de Tijden in Vathorst | steen                                                                 |            |
| 2007                                                                                     | onbekend | Inez de Heer Kloots                                             | Wageningseberg (in de gevel van het kinderdagcentrum in 't Haevepoort)                                                                     |                                                                       |            |
| 2008                                                                                     | Boot 2006 | Armando                                                         | op de oever van het Waterplein in De Bron in Vathorst (tijdelijke locatie, tot 2012)                                                       | brons                                                                 |            |
| 2008                                                                                     | Kunst in de Reiniertunnel | Baschz                                                          | Reiniertunnel, fieterstunnel tussen Calveen en Vathorst                                                                                    |                                                                       |            |
| 2009                                                                                     | Troost | Greet Veldhuizen–van Wee                                        | Van Tuyllstraat in Hooglanderveen (op het kerkhof achter de Sint Jozefkerk)                                                                | keramiek                                                              |            |
| 2009                                                                                     | U bent hier | Anne Marie Durand (Balta)                                       | Straat van Dover in Vathorst |                                                                       |            |
| 2009                                                                                     | Waker en Slaper | Sylvie Zijlmans en Hewald Jongenelis                            | twee zuilen, op de hoek van de Hooglandsepoort en de Gaardendreef en op de hoek van de Kruidendreef en het Duizendguldenkruid in Nieuwland |                                                                       |            |
| 2009                                                                                     | Marieke 2 | Floor Houben & Herman de Jongh                                  | hoek Grenspolder - Wageningse berg in Vathorst                                                                                             |                                                                       |            |
| 2010                                                                                     | Mercurius | Pjotr Müller                                                    | Op de hoek Beijerinck / Cruquius in winkelcentrum Nieuwveen in Vathorst                                                                    |                                                                       |            |
| 2010                                                                                     | Boa eet oma | Ram Katzir                                                      | Op het plein voor ICOON in Vathorst |                                                                       |            |
| 2010                                                                                     | Drie poorten | Alexandra Koláčková                                             | Kai Park in De Laak in Vathorst |                                                                       |            |
| 2010                                                                                     | bank | Monica de Jong                                                  | klompenpad Zelderts Pad |                                                                       |            |
| 2011 (herplaatsing van een beeld dat oorspronkelijk in Amersfoort is geplaatst in 1968?) | De Slak | Theo van de Vathorst                                            | Rotonde negen (Gagelgat-Boerderijenboulevard) in Vathorst                                                                                  | brons                                                                 |            |
| 2011                                                                                     | De Hoi-berg | Ida van der Lee en Marcus Petstra                               | De Brink in Hooglanderveen |                                                                       |            |
| 2011                                                                                     | De Hoog-Lander | Herman de Jongh                                                 | Kruising Rondweg-Noord en Zevenhuizerstraat in Hoogland                                                                                    |                                                                       |            |
| 2011                                                                                     | een Social Sofa | Sjer Jacobs                                                     | Hamseweg | glasmozaïek                                                           |            |
| 2012                                                                                     | kinderkunstmuur | Atelier Gea Boon                                                | Victoriameer (op de muur van ABC school De Bron)                                                                                           |                                                                       |            |
| 2014                                                                                     | a Mountain of the Netherlands | Sui Jianguo                                                     | De Bron |                                                                       |            |
| 2014                                                                                     | Uiverhoeve | André Pielage                                                   | Verbindingsweg |                                                                       |            |
| 2014 (origineel 1989)                                                                    | De Behoedende Non | Gene Holt                                                       | Maatweg (voor het Meander Medisch Centrum)                                                                                                 | staal                                                                 |            |
| 2014 (origineel 2006)                                                                    | Der Baum | Armando                                                         | Maatweg (voor het Meander Medisch Centrum)                                                                                                 | brons                                                                 |            |
| 2014 (origineel onbekend)                                                                | Hansje Medicijn | Theo van der Nahmer                                             | Maatweg (op de binnenplaats van het Meander Medisch Centrum)                                                                               |                                                                       |            |
| 2015                                                                                     | The Art Cube | studenten van de afdeling Techniek van het ROC Midden Nederland | hoek Trompetstraat-Bombardonstraat (voor de SRO Sporthal)                                                                                  |                                                                       |            |
| 2017                                                                                     | LUCE | Nick Ervinck                                                    | Maatweg (voor het Meander Medisch Centrum)                                                                                                 |                                                                       |            |
| 2024                                                                                     | 'Beeld in beweging' | Djaro Taribuka                                                  | Inputplein (op dak fietsenstalling van station Amersfoort Schothorst)                                                                      | Hout                                                                  |            |
|                                                                                          | onbekend | onbekend                                                        | Kerklaan in Hoogland (op het kerkhof van de Sint Martinuskerk)                                                                             |                                                                       |            |
|                                                                                          | onbekend | onbekend                                                        | Kerklaan in Hoogland (op het kerkhof van de Sint Martinuskerk)                                                                             |                                                                       |            |
|                                                                                          | heilige Maria | onbekend                                                        | Leo's Oord in Hoogland (in de Lourdesgrot in het park tussen het kerkhof en Leo's Oord)                                                    |                                                                       |            |
|                                                                                          | heilige Bernadette Soubirous | onbekend                                                        | Leo's Oord in Hoogland (voor de Lourdesgrot in het park tussen het kerkhof en Leo's Oord)                                                  |                                                                       |            |
|                                                                                          | Gekend en gekoesterd | onbekend                                                        | Kerklaan in Hoogland (op het kerkhof van de Sint Martinuskerk)                                                                             |                                                                       |            |
|                                                                                          | beeld van Sint Jozef | onbekend                                                        | voorgevel van de Sint Jozefkerk aan de Van Tuijllstraat in Hooglanderveen                                                                  |                                                                       |            |
|                                                                                          | heilige Maria | onbekend                                                        | Van Tuyllstraat in Hooglanderveen (in de Lourdesgrot achter de Sint Jozefkerk)                                                             |                                                                       |            |
|                                                                                          | onbekend | Birgitte Janssen                                                | Trompetstraat in Zielhorst (aan de muur van Sporthal Zielhorst)                                                                            |                                                                       |            |
|                                                                                          | Bolsegment | onbekend                                                        | Hoek van de Theo Uden Masmanstraat en het Jazzpad in Schothorst                                                                            |                                                                       |            |
|                                                                                          | speelobject 'Stranding' In tweeën gedeeld vrachtschip. | onbekend                                                        | Wittekindpad in Schothorst | Staal                                                                 |            |
|                                                                                          | reliëf |                                                                 | Berkenlaan (op de wand van basisschool De Berkenschool)                                                                                    |                                                                       |            |
|                                                                                          | reliëf |                                                                 | Kerklaan (op de wand van basisschool De Langenoord)                                                                                        |                                                                       |            |
|                                                                                          | maquette van Kattenbroek | onbekend                                                        | Emiclaerhof (in winkelcentrum EmiClaer) |                                                                       |            |
|                                                                                          | mozaïekbank | Monica de Jong                                                  | Kraailandhof 1 (bij basisschool De Biezen)                                                                                                 |                                                                       |            |
|                                                                                          | mozaïek |                                                                 | Valutaboulevard (op 2 transformatorhuisjes)                                                                                                |                                                                       |            |
|                                                                                          | mozaïek |                                                                 | Hanzetunnel |                                                                       |            |
|                                                                                          | houtsculptuur met dieren |                                                                 | De Oceaan (bij De Bron) |                                                                       |            |
|                                                                                          | walvissen |                                                                 | Durgerdamshaven |                                                                       |            |